# W3C勧告
W3C勧告（英: W3C recommendation）とは、World Wide Web Consortium (W3C) の規格を扱うワーキンググループにおける批准プロセスの最終段階である。W3C勧告となった文書は、W3Cメンバー組織と一般社会のレビューを済ませている。Web技術の標準化を目的としている。他の業界での公式な工業規格と同等なレベルのものである。

## 標準化過程
W3C Process Document によれば、勧告となるまでにはいくつかの成熟段階を経る必要がある。

### 作業草稿
作業草稿 (Working Draft, WD) は、コミュニティでのレビューが行われる。公衆に入手可能な規格の最初の形態である。事実上誰のコメントも受け付けるが、それらコメントをどう扱うかは内容による。
この段階では、その文書は最終的なものとは大きく異なることが多い。したがって、作業草稿を実装した場合、その後の修正に対応して大きな変更を余儀なくされることを覚悟する必要がある。

### 勧告候補
勧告候補 (Candidate Recommendation, CR) は、WDよりも安定している。この段階では、その規格に責任を持つグループは規格が必要な機能を備えていると考えている。CRの目的は、それを公表することで開発コミュニティから実装方法についての援助を引き出すことである。
規格文書はその後も修正される可能性があるが、重要な部分はそのままとなる。しかし、実装者からのフィードバックによって設計を変更することもある。

### 勧告案
勧告案 (Proposed Recommendation, PR) は、上記の2つの段階を経た規格である。規格のユーザーや実装者には、この時点までに意見を述べる機会がある。この段階で、この文書はW3C諮問委員会での最終承認を受けるために提出される。
この段階は重要であり、次の段階に進むまでに大きな変更が加えられることは滅多にない。

### W3C勧告
規格策定の最終段階である。この段階に進むまでに、その規格は理論面と実用面で幅広いレビューとテストを受けている。この規格はW3Cの承認を受け、対象とする領域での幅広い開発が開始される。

### その後の改版
勧告の更新は、独立した正誤表でまず行い、修正が蓄積したところで改版を行う（例えばXMLは第5版となっている）。W3Cは、規格とは見なされない様々なノートも公表している。

### 勧告の廃止
勧告の一部または全部が不適当と判断された場合、まず勧告の解除提案（Proposal to Rescind a Recommendation）がされる。提案が承認されるとその文書は勧告ではなくなる（RFCのように破棄されるわけではない）。